# Железнодорожный транспорт в Азербайджане

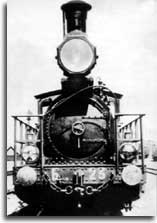
Паровоз в Елизаветполе (современная Гянджа) 1900 г.

Железнодорожный транспорт в Азербайджане (азерб. Azərbaycanda dəmiryol nəqliyyatı) — крупнейшая по протяжённости и объёму перевозок сеть ширококолейных (1520 мм) железных дорог общего пользования в Закавказье. Общая протяжённость составляет 2125 км, из которых 1278 км электрифицированы (на постоянном токе 3 кВ).
Профессиональный праздник — День железнодорожника Азербайджана, отмечается — 13 октября.

## История

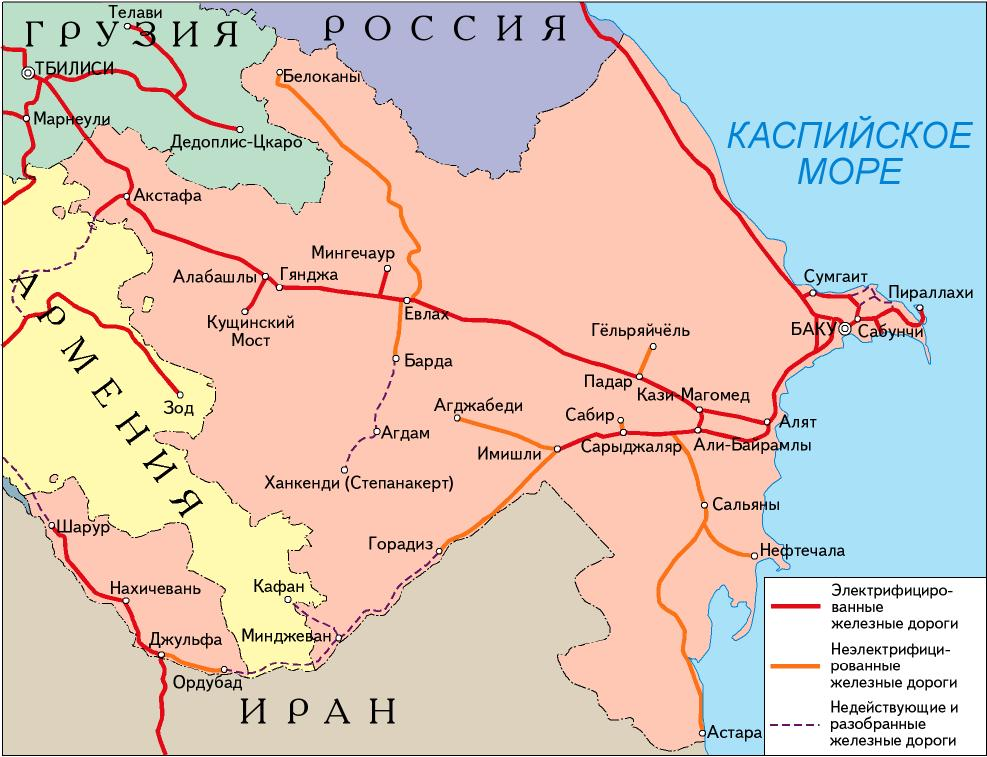
Карта железных дорог Азербайджана

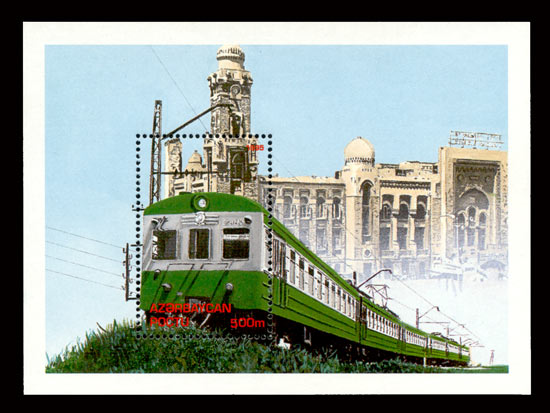
Почтовая марка, посвященная 115-летию железных дорог Азербайджана

### Зарождение
История железнодорожного транспорта на территории современного Азербайджана начинается со времени ввода в экспплуатацию Баку — Сабунчи — Сураханинской железной дороги в 1880 году.
Зарождение железных дорог на данной территории связано с развитием нефтяной промышленности. До их постройки нефть транспортировалась арабщиками на гужевом транспорте. К середине XIX века число арабщиков достигло 10 000. Стал актуален вопрос постройки железных дорог от месторождений к перерабатывающим заводам.
Первая магистральная железная дорога на территории современного Азербайджана Баку — Сабунчи — Сураханы, была построена в 1878 — 1879 годах за казённый счет. Она была открыта 20 января 1880 года. Дорога организационно принадлежала обществу «Баку — Сурахининской железной дороги». Протяжённость дороги составляла 25,2 версты.
В 1880 году было открыто также первое железнодорожное депо.
8 мая 1883 года была открыта железная дорога Баку — Тифлис протяжённостью 515 верст (549 км).
В 1883 году также была введена в эксплуатацию железная дорога Баку — Елизаветполь — Тифлис.
В 1883 году с вводом в эксплуатацию железной дороги Баку — Тифлис железные дороги в пределах современных Азербайджана и Грузии были объединены в общество «Закавказской железной дороги», в составе которого функционировали вплоть до 1918 года, когда была образована Азербайджанская Демократическая Республика.

### Период Первой мировой войны
К 1914 году вагоны делились на 4 класса. Коммерческие перевозки были приостановлены. Снизились объёмы работ по строительству новых железных дорог.
В 1914 году была открыта железнодородная линия Шахтахты — Маку. Размер колеи составлял 1067 мм. На ней использовалось 80 паровозов, 140 пассажирских вагонов, более 1200 товарных вагонов, 15 цистерн. Были введены в строй депо и мастерская на станции Шахтахты.
30 июля 1916 года начаты работы по строительству железнодорожной линии Алят — Джульфа через ширванскую, мильскую, муганскую равнины.

### Период Азербайджанской ССР
После 28 апреля 1920 года со свержением прежнего правительства и последовавшим за этим присоединением Азербайджана к СССР железные дороги Азербайджана вновь были объединены с железными дорогами Грузии в Закавказскую железную дорогу, и функционировали в её составе до 1945 года, когда вновь были выведены из её состава с созданием Азербайджанской железной дороги.
В 1953 году дорога вновь была объединена с Закавказской железной дорогой. В 1955 году выведена из её состава. В 1963 году Закавказская и Азербайджанская железные дороги вновь были объединены в единую Закавказскую железную дорогу, функционировавшую до 1967 года, когда Азербайджанская железная дорога была окончательно выведена из состава Закавказской железной дороги.
Железные дороги Азербайджана обслуживали как экономические потребности самого Азербайджана, так и всего Южного Кавказа, а также транзит в страны Ближнего Востока, Иран, Турцию. Железные дороги Азербайджана обеспечивали 80 % всего транзита грузовых перевозок между Закавказской железной дорогой и остальной сетью железных дорог СССР. Причиной этому были как ограниченная пропускная способность абхазской ветки Закавказской железной дороги, связывавшей Закавказскую железную дорогу с сетью железных дорог СССР, так и более развитая инфраструктура железных дорог Азербайджана, основные магистрали которого пролегают по равнинной местности, являются двухпутными, полностью электрифицированными, располагают большими мощностями по переработке грузов и пропускной способностью.

### Период оккупации
В период оккупации Арменией была демонтирована часть дороги Баку — Ханкенди.

### Современный период
С развалом СССР и провозглашением независимости Азербайджана его железные дороги были выведены из состава Министерства путей сообщения СССР с созданием Азербайджанской государственной железной дороги (ADDY), которая в 2009 году была преобразована в акционерное общество закрытого типа QSC «Azərbaycan Dəmir Yollari» («Азербайджанские Железные Дороги»).
В 2023 году движение скоростных пассажирских поездов по маршруту Баку — Гянджа было продлено до Агстафы. Открыты железнодорожные станции Говлар и Деллер в Шамкирском районе.
24 ноября 2024 года впервые из Баку в Китай отправлен железнодорожный поезд с экспортным грузом. Отправлен блок-поезд «Баку — Сиань» из 62 контейнеров.
Назначены остановки поездов на станциях Ляки и Уджар. На ряде станций и в поездах внутреннего сообщения внедрён бесплатный Wi-Fi.
В начале 2025 года возобновлён маршрут Баку — Балакен.
С 15 июня 2025 года маршрут скоростных поездов Баку — Агстафа продлён до станции Газах. На маршруте будут курсировать одноэтажные поезда «Stadler».

### История строительства, ввода в эксплуатацию и использования железных дорог

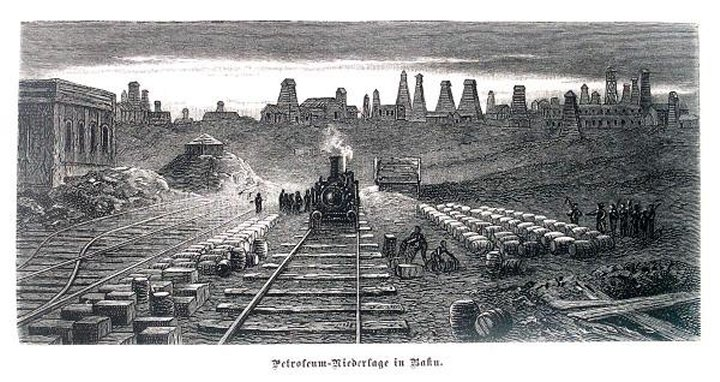
Перевозка нефти по Баку—Сабунчи—Сураханинской жд. 1884 г.

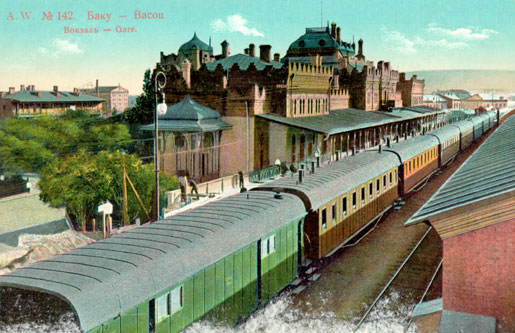
Бакинский вокзал в конце 19 в.

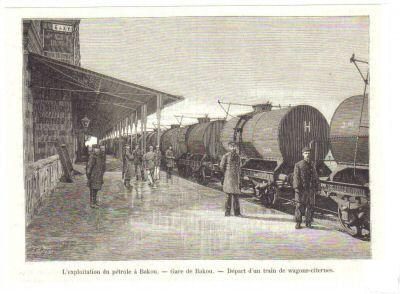
Поезд с нефтью на станции Баку

- 1880 год — введена первая железная дорога широкой колеи (1524 мм) на территории современного Азербайджана — участок Баку—Сабунчи—Сураханы, который предназначался для перевозок нефти из месторождений на Апшеронском полуострове в Бакинский порт.
- 1883 год — введена магистральная железная дорога Баку—Елизаветполь—Тифлис.
- 1900 год — введена линия Баку—Баладжары—Дербент—Петровск-Порт, которая соединила Баку с основной территорией Российской империи.
- 1908 год — введена линия Улуханлы—Шарур—Джульфа
- 6 июля 1926 года — открытие первой электрифицированной железной дороги СССР, после электрификации линии Баку — Сабунчи — Сураханы
- 1936 год — введены линии Алят—Минджевань, Минджевань—Кафан и Сабунчи—Маштаги—Бузовна
- 1941 год — после завершения начатого в 1939 году[9] строительства линии Джульфа—Минджевань через Минджевань было открыто сквозное движение, а ветка Минджевань—Кафан стала тупиковым ответвлением от линии Джульфа — Минджевань—Османлы-Новые. В том же году была введена линия Аджигабул — Османлы — Астара (с ответвлениями).
- Кольцевые ветки в Баку и Баладжарах — 1936—1942 гг.
- 1942 год — введена линия Евлах—Степанакерт (изначально узкой колеи 950 мм, перешита отдельными участками в 1955—1970 гг.). Прокладка была начата в 1912 году. В 1914 году работы были приостановлены из-за Первой мировой войны[10]
- 1948—1949 годы — введена линия Сураханы—Кала—Бузовна
- 1950 год — введена линия Алабашлы—Кушчинский мост
- 1953—1957 годы — введены линии на Апшеронском полуострове
- 1958 год — введена линия Мингечаур—Гидроузел
- 1952 год — введена линия Баглар—Бильгя
- 1968—1970 годы — введена линия Бильгя-Пиршаги—Сумгаит
- 1970 год — введена линия Гюздек—Наливная
- 1971 год — введена линия Аджигабул (Кази-Магомед)—Ширван (Али-Байрамлы)
- 1972 год — введена линия Гюздек—Карадаг
- 1973 год — введены линии Джорат—Сумгаит-Гл. и Забрат II—Пиршаги
- 1978 год — построена железнодорожная станция в Ханкенди и открыто сообщение Баку — Ханкенди[11]
- 1979 год — построена железная дорога Агдам — Ханкенди[12]
- 1986 год — введена линия Евлах—Белоканы
- Конец 1980-х — начало 1990-х — железнодорожное движение на участках Джульфа—Минджевань—Горадиз (в том числе и на участке Карчивань—Мегри на территории Армянской ССР) и Евлах—Степанакерт прекращено из-за Карабахского конфликта.
- 1994 год — восстановлено движение на участке к востоку от Горадиза
- 2017 год — 30 октября состоялся ввод в эксплуатацию железной дороги Баку — Тбилиси — Карс
- 2021 год — введена в эксплуатацию однопутная линия Ляки—Габала[13]
- 2025 год — восстановлена и введена в эксплуатацию линия Барда — Агдам[14]

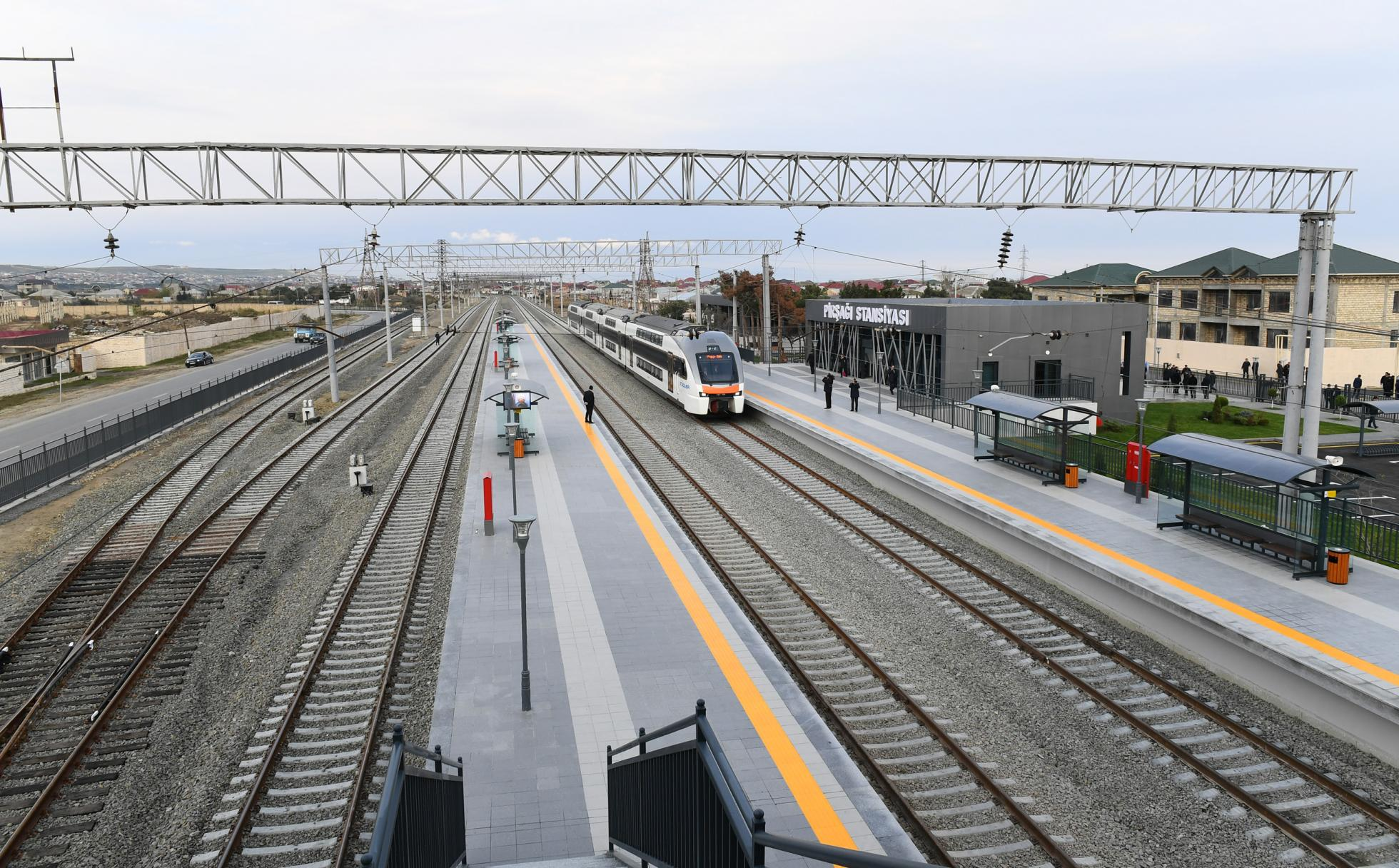
Станция Баку-Пассажирская. 19 ноября 2019 г.

### Строящиеся ветки

#### Агдам—Ханкенди
Проектные работы по восстановлению ветки Агдам — Ханкенди завершены в июле 2025 года. Протяжённость линии составляет 28 км, вместе с подъездными путями — 34,7 км. Проект включает строительство трёх станций (Аскеран, Ходжалы и Ханкенди), четырёх мостов, пяти путепроводов, трёх пешеходных переходов и двух водопропускных труб. Окончание строительства планируется в 2026 году. Дорога является продолжением линии Барда — Агдам.

#### Горадиз—Агбенд
Протяжённость — 110,4 км.
Маршрут:  Горадиз — Марджанлы — Махмудлу — Солтанлы — Кумлак — Акари — Миндживан — Бартаз — Агбенд.
Строительство начато 14 февраля 2021 года. Железная дорога позволит обеспечить прямое железнодорожное транспортное сообщение с Нахичеванью и Турцией. Является частью Зангезурского коридора.
На ветке предусмотрено строительство 40 мостов, 330 инженерных сооружений. Через реку Хакари строится железнодорожный мост длиной 771 метр, состоящий из 23 пролётов. Мост станет самым длинным в регионе. Также строится железнодорожный тоннель длиной 1071 метр, который станет самым длинным железнодорожным тоннелем в стране. 
На участке Акари — Миндживан осуществляется строительство галереи (покрытия, защищающего железную дорогу от каменных лавин, обвалов камней с гор) из монолитного железобетона. Длина галереи — 144 метра. Это первая галерея, построенная в Азербайджане с 1991 года. 
На январь 2025 года завершено 60 % дороги. В январе 2025 года завершены проектные работы. Окончание строительства планируется в 2025 году. 

#### Прочие ветки
- Нахичевань — Игдыр — Карс. Строительство находится на стадии проектирования[21].
- Транспортный коридор Север — Юг. В результате открытия коридора установится железнодорожное сообщение между азербайджанской Астарой и иранским Рештом[22].

- Алят — Османлы — Астара. Работы по реконструкции ведутся с 2024 года. Окончание работ намечено на 2028 год[23].
- Сумгаит — Ялама. Строительство и модернизация планируются в 2024 году. Открытие планируется к концу 2025 года.

## Технические характеристики
Общая протяжённость составляет 2125 км, из которых 1278 км электрифицированы (на постоянном токе 3 кВ). Из них двухпутные — 800 км. Развернутая длина — 2995 км.
- Электрифицировано (постоянный ток 3 кВ) — 1278 км.
- Электрифицировано (переменный ток 25 кВ) — 499 км (в рамках проекта железной дороги Баку-Тбилиси-Карс).
- автоматической блокировкой оборудованы — 1600 км.

На электрической тяге выполняется примерно 90 % всей перевозочной работы по железным дорогам.
С 2010 г. ожидается постепенный переход с постоянного тока на переменный.

### Технические характеристики дорог

#### Барда—Агдам
Протяжённость — 47,1 км. Маршрут: Барда — Кочарли — Тазакенд — Агдам. 
Строительство начато в начале декабря 2020 года и завершено в 2025 году.

## Инфраструктура

### Служба движения
Организация движения

Паровоз в пригородах Баку. Начало XX в.

Несмотря на то, что действовал нефтепровод Баку—Батуми, нефть оставалась основным видом груза по перевозке по железной дороге. После нефти другим основными грузами были уголь, марганец, хлопок, сельхозпродукция. Существенная доля перевозок приходилась на транзитные перевозки, из Батуми и Поти на Баку, из Дербента через Азербайджанскую ССР, в Грузинскую ССР, из РСФСР через Джульфу в Персию и далее в страны Востока.
Для оперативного руководства перевозками Закавказская железная дорога, была разделена на 23 участка, из которых 7 были расположены в пределах Азербайджана.
Основным видом связи являлся телеграф. Для уменьшения затрат, в конце XIX в. стали внедрять новейшие технику связи. Для системы сигнализации стали применять электрожезловую систему «Вебба и Томпсона». Тогда же стали внедрять и электроблокировочную сигнализацию на линиях Баку — Аджигабул, Евлах — Акстафа.
На сегодняшний день основными направлениями железных дорог Азербайджана являются Баку—Ялама, Баку—Алят-Главная—Гянджа—Беюк-Кясик, Алят-Главный—Имишли—Нахичевань—Шарур, Османлы-Новые—Астара. Направления Баку—Ялама и Баку—Алят-Главная—Гянджа—Беюк-Кясик являются полностью двухпутными и электрифицированными. Железные дороги Азербайджана располагают, крупными сортировочными станциями в Ширване, Баладжарах, Алят-Главная, Гянджа, Кишлы-Грузовая, крупные грузовые станции, выполняющие наибольший объём грузоотправлений и приема: Баку-Товарная, Хырдалан, Гюздек, Сумгаит-Главная, Аджигшабул, Али-Байрамлы, Джульфа, Сальяны, Уджары, Евлах, Акстафа, Беюк-Кясик, Дивичи, Хачмас, Карадаг.
Планируется строительство вторых путей на участке от станции Алят-Главная в сторону Имишли. Электрификация всего направления Алят-Главная—Джульфа. Часть работ была приостановлена в связи с Карабахским конфликтом. Железные дороги, находящиеся на оккупированных территориях, были полностью разобраны.
На железных дорогах, применяется четырёхзначная сигнализация, что способствует большему объёму пропускной способности железных дорог. Автоблокировкой оборудованы 80 % всех железных дорог, 90 % стрелочных переводов, оборудованы электрической централизацией.
В планах развития железных дорог, переход на электрификацию на переменном токе, строительство крупного терминала в Аляты, в связи с развитием морского порта. Одним из главных приоритетов является освоение скоростных перевозок, на участке Баку—Гянджа.
Связь на железных дорогах осуществляется при помощи скоростной оптико-волоконной системы связи.
Путевое хозяйство

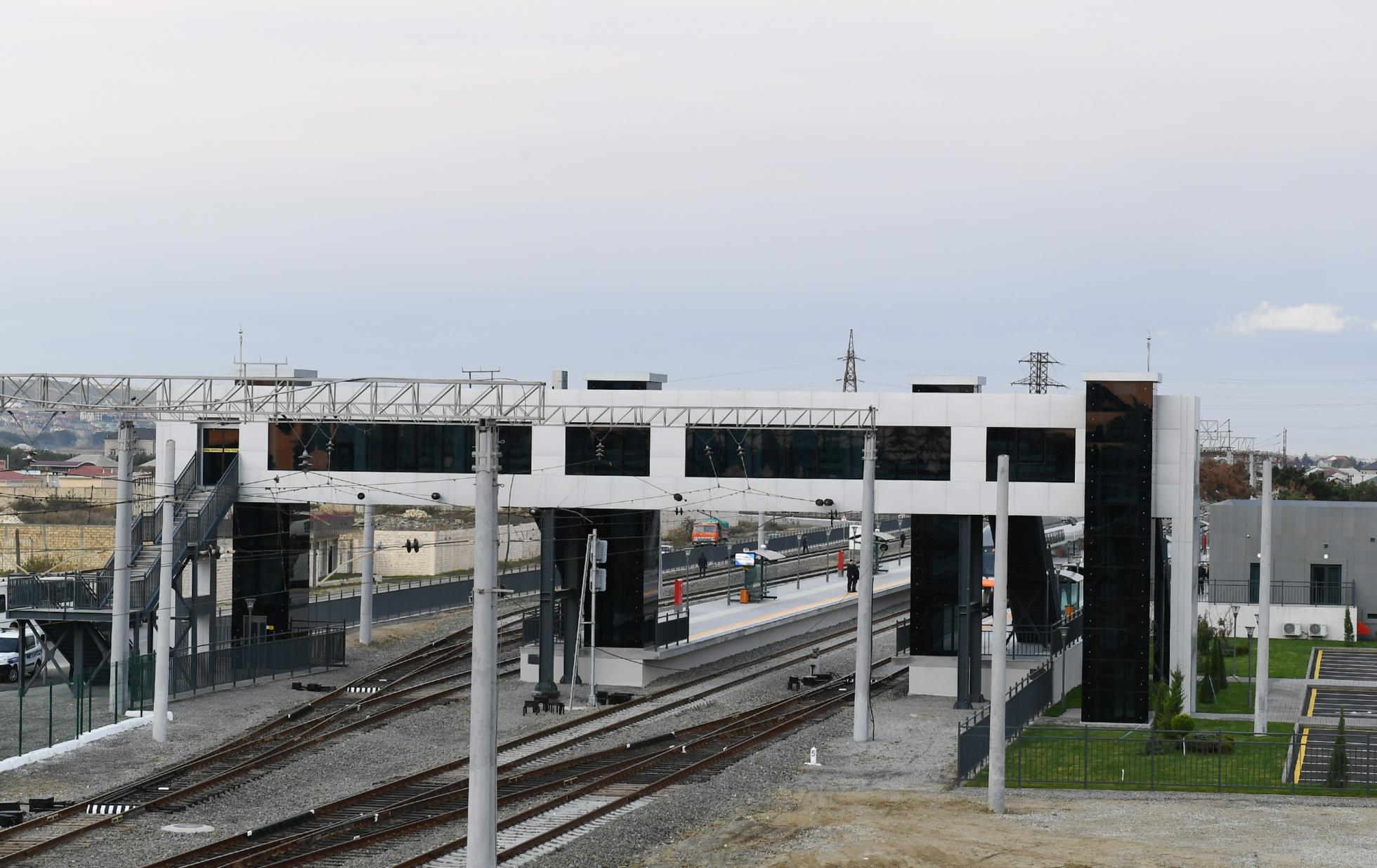
Станция Пиршаги 19 ноября 2019

На железной дороге в направлении Баку—Тифлис, до перехода Закавказской железной дороги, в казну, был уложен рельсовый путь III типа. После перехода дороги в казну, были уложены рельсы IV типа в 21 фн. на погонный метр.
Рельсы на Баку — Сабунчинской железной дороге, также изначально были III типа, позже с укладкой вторых путей заменены на рельсы IV типа.
На железной дороге в пределах Нахичеванского края, со времени строительство железной дороги Масис—Джульфа, укладывались рельсы IV типа.
75 % всех шпал привозилось из России, 25 % изготовлялись на месте, из дубовой, еловой, карагачевых и буковой древесины. Основной базой по изготовлению и пропитки шпал находились в Баку и Гори.
Ныне на железных дорогах укладываются рельсы тяжелого типа: Р-65, Р-72, на железобетонных шпалах. Производство железобетонных шпал налажено в самом Азербайджане.
Водоснабжение
Водоснабжение было одной из серьёзнейших проблем на Закавказской железной дороге, в частности на его линиях проходивших по Муганской степи в Азербайджане, в особенности на линии Баку—Аджигабул, где не имелось в достаточном количестве источников пресной воды, расположенных рядом с железнодорожной магистралью. Из за чего приходилось формировать специальные «водные» поезда развозившие по станциям пресную воду, и в частности воду для заправки паровозов. Для примера, из 8950 поездов пропущенных на линии Баку—Аджигабул в 1909 году, 3920 приходились на «водные» поезда.
В дальнейшем эта проблема решалась постепенным сооружениями водоканалов, водопроводов от реки Куры и освоения снабжения от артезианских источников.

### Станции (история)

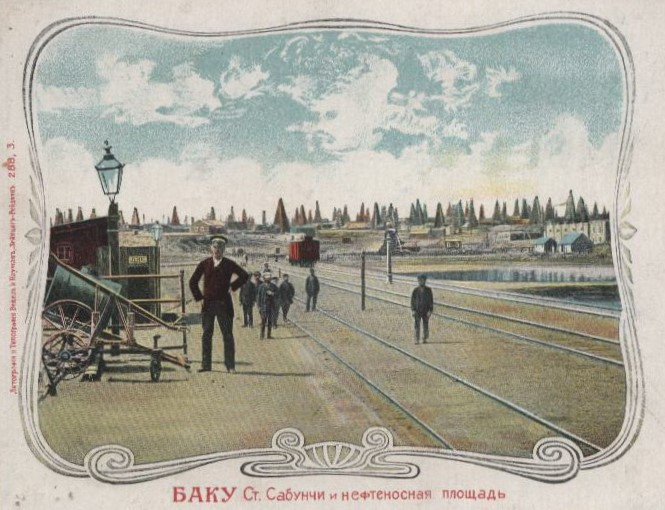
станция в Сабунчи. 19 в.

В 1909 году была сдана в эксплуатацию третья, южная линия Закавказской железной дороги, в структуру которой входила сеть железных дорог на территории Бакинской и Елисаветпольской губерний. К 1909 году была сформирована основная сеть Закавказской железной дороги.
В нижеприведенном списке приведена характеристика основных станций Закавказской железной дороги в пределах Азербайджана, на которых формировалось основная часть грузо/пассажиропотока по железной дороге на 1909 г..
- Баку — I — пассажирская станция, 10 путей, по графику пропускала 7 пар поездов в сутки, вагонооборот 84 ваг. в сутки, 330660 ваг. в год. Имелось паровозное депо.
- Баку — II — товарная станция, 52 пути, пропускная способность 17 пар в сутки, максимальный график предусматривал 23 поезда в сутки.
- Баладжары — товарная станция, 30 путей, пропускная способность, в направлении на Аджишгабул 7 пассажирских, 12 товарных поездов, при усиленном движении 17 товарных поездов, по максимальному графику 21 пару поездов в сутки. Основное паровозное депо.
- Аджигабул — 8 путей. Оборотное депо — число приписанных паровозов 10.
- Евлах — 9 путей. Оборотное депо — приписанных паровозов 10.
- Елизаветполь (Гянджа) — 16 путей. Основное паровозное депо.
- Акстафа — 9 путей. Оборотное депо.
- Нахичевань — 8 путей. Основное паровозное депо — приписанных паровозов 15. Ремонтные мастерские
- Джульфа — 6 путей. Оборотное депо.

### Вокзалы

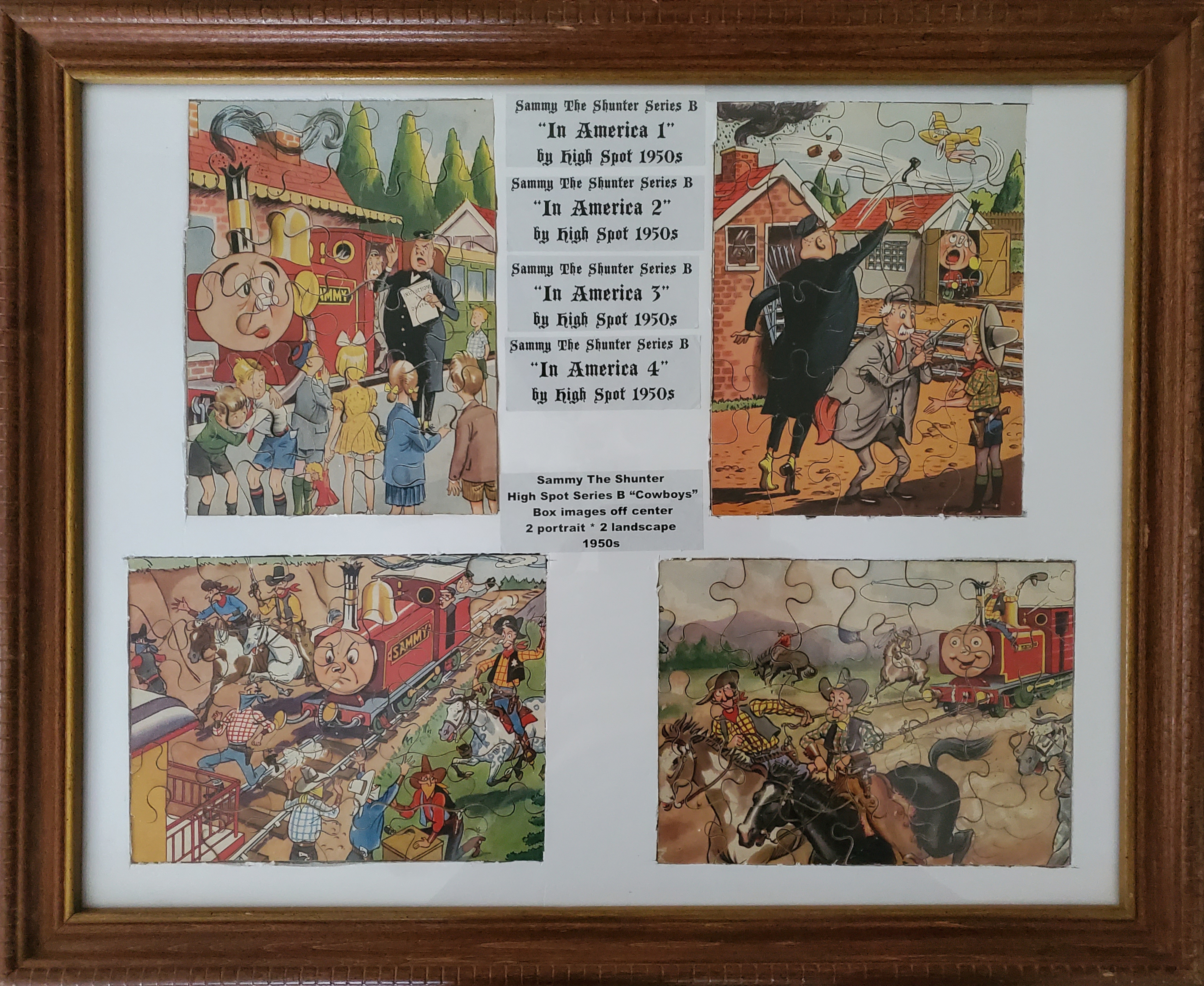
Паровоз серии Б на Бакинском вокзале. 1900 г.

Железнодорожный комплекс Баку включает три вокзальных здания: Тифлисский вокзал, Сабунчинский вокзал, станция Баку-Пассажирская.
Станция Баку-Пассажирская до 1977 года располагала двумя вокзальными комплексами, Тифлисским вокзалом, построенным в 1883 году при строительстве Баку—Тифлисской железной дороги для обслуживания поездов дальнего следования, и Сабунчинским вокзалом, построенным в 1880 году, но перестроенным в 1926 году и предназначавшимся для обслуживания пригородных электропоездов, Баку—Сабунчинской электроветки.
В 1976 году в связи с реконструкцией станции Баку—Пассажирская, здание Сабунчинского вокзала прекратило обслуживание пригородных перевозок. Взамен него было построено современное здание Бакинского вокзала.
В начальной стадии проект Тифлисского вокзала был выполнен архитектором Х. К. Васильевым. Окончательно вокзал был спроектирован в 1882 году профессором А. К. Бруни, архитектором П. А. Дриттенпрейсом и другими в мавританском стиле, являлась плодом коллективного труда архитекторов и художников. Строительством вокзала занимался архитектор Л.З. Росси. Вокзал введён в эксплуатацию в 1884 году.
Здание вокзала было спроектировано в двух уровнях: двухэтажное со стороны города и одноэтажное — с перрона. На первом этаже вокруг вестибюля были сгруппированы кассы, багажное отделение, служебные помещения; на втором — почта, телеграф, залы ожидания и прочее. Стены, богато насыщенные орнаментом, напоминающим восточный ковер, завершались карнизом, переходившим на относительно сдержанно решённый плафон. В здании располагались изразцовые печи и камины.
В 1926 году для обслуживания пассажиров электрифицированной Баку—Сабунчинской железной дороги была проведена полная реконструкция здания Сабунчинского вокзала, обслуживавшего пригородные перевозки по Апшеронскому пригородному узлу. Было построено новое здание, примыкавшее к старому. Архитектура нового здания была выполнена в восточном стиле.
В 1977 году станция Баку-Пассажирская, подверглась большой реконструкции, при которой было построено новое современное вокзальное задние, тесно примыкавшее к зданию старого Тифлисского вокзала. Здания Тифлисского и Сабунчинского вокзалов являются архитектурными памятниками.

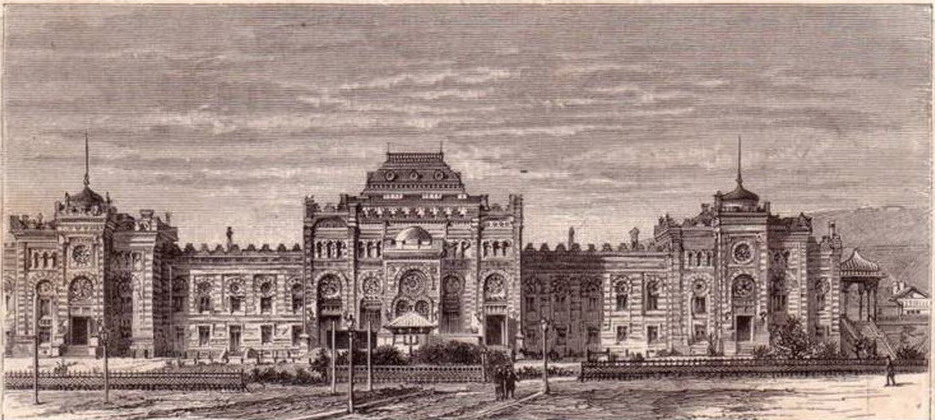
Тифлисский вокзал. XIX век.
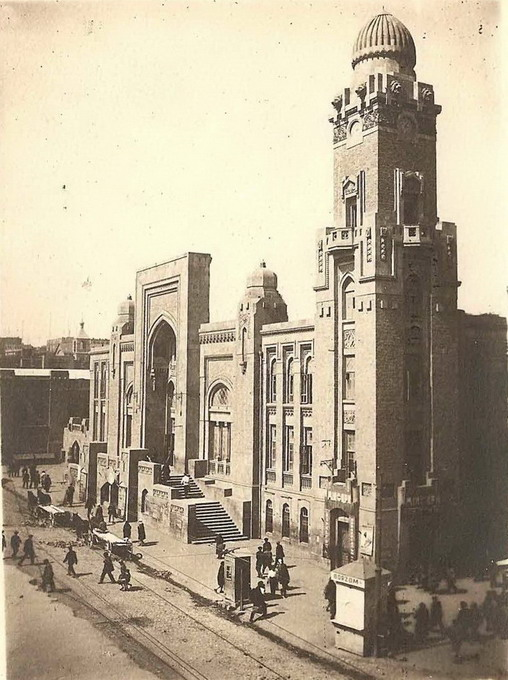
Сабунчинский вокзал. 1930 год

Жюль Верн устами Клодиуса Бомбарнака, героя одноимённой повести, так описал бакинский вокзал:
…и внушительный железнодорожный вокзал, достойный любого большого города Европы или Америки
В 2009 году основное здание Бакинского вокзала вновь было реконструировано, с изменением внешнего вида здания, его архитектурного стиля.
Помимо Баку, здания вокзалов, причисленные к памятникам архитектуры, действуют Хачмасе, Джульфе, Нахичевани, Аджигабуле, Евлахе.
В 1883 году введена в эксплуатацию станция и здание вокзала в Аджигабуле. Здание было трёхэтажным, с 24 помещениями.

## История локомотивной тяги

### Локомотивные депо
Первым депо на железных дорогах на территории современного Азербайджана было построенное в 1880 году, для обслуживания Баку—Сабунчи—Сураханинской железной дороги депо на станции Баку, первоначально обслуживавшее как грузовые, так и пассажирские локомотивы. В 1883 году с постройкой железной дороги Баку—Тифлис было построено локомотивное депо на станции Баладжары, ставшее крупнейшим в Закавказье. С постройкой Баку—Тифлисской железной дороги локомотивные депо, помимо Баладжар, были построены на станциях Аджигабул, Гянджа, Акстафа; с постройкой железной дороги Баку-Порт-Петровск (Махачкала) было построено депо на станции Дивичи, в дальнейшем депо были также построены на станциях Сальяны, Имишли, Джульфа, Нахичевань, оборотные депо для паровозов были также сооружены на станциях Уджары, Евлах, Минджевань, Аляты. Для обслуживания электропоездов Баку—Сабунчинской электрифицированной железной дороги было построено депо Беюк-Шор, в 1977 году объединённое с депо Баку.
В дальнейшем, с развитием локомотивной тяги и её реконструкцией, модернизация коснулась и локомотивных депо. Так были закрыты многие оборотные депо для паровозов в Нахичевани, Евлахе, Аляты, депо Беюк-Шор и Баку объединены в одно локомотивное депо Баку-Пассажирский, было модернизировано локомотивное депо Баладжары, построено новое оборотное локомотивное депо на станции Ширван, оборотное депо из Акстафы было переведено на станцию Беюк-Кясик.
Ныне на железных дорогах Азербайджана имеется шесть основных локомотивных депо:
- Баку-Пассажирский
- Баладжары
- Гянджа
- Имишли
- Сальяны
- Джульфа

оборотные депо:
- Ширван
- Беюк-Кясик

### Паровозы

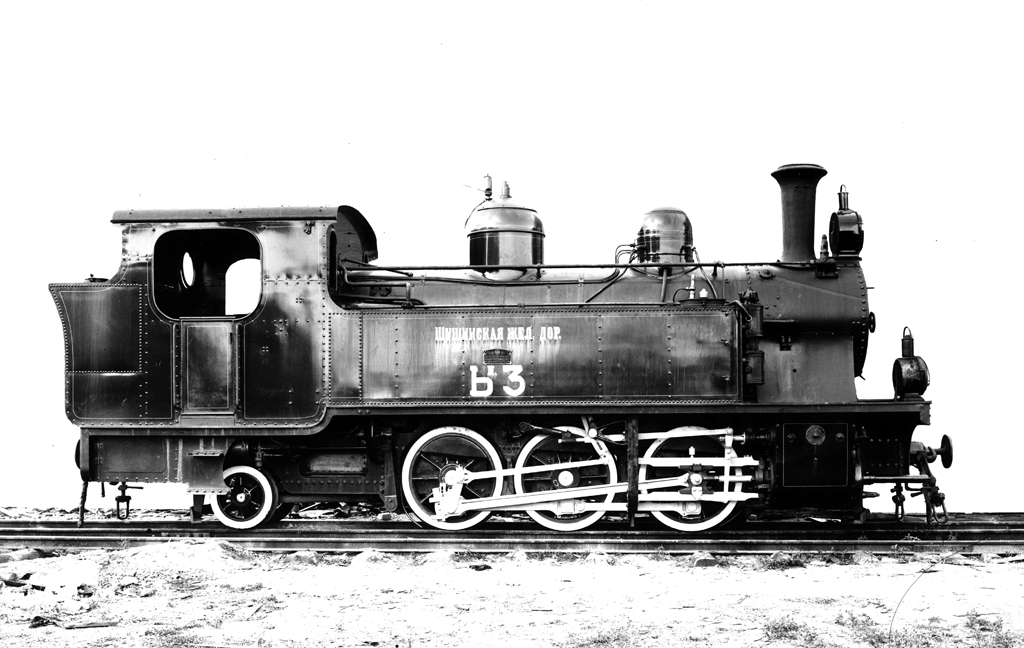
Паровоз Ьп, Шушинская жд, 1914

В период с 1908 по 1914 годы на железных дорогах в Азербайджане эксплуатировались паровозы следующих серий:
- Серия Б-1 ед., * Серия Г (товарный)-20ед., * Серия Д-8ед., * Серия З (основной товарный)—72ед., * Серия З (товарный)-14ед., * Серия З (товарный)-13ед., * Серия Дк (товарный)-1ед., * Серия Ф (системы Ферли)—2ед.

Кроме вышеуказанных серий, весьма широкое распространение получили также паровозы серии О.
В депо Нахичевань в эксплуатации находилось 15 паровозов (серии неизвестны). Итого на азербайджанском участке Закавказских железных дорог в эксплуатации находилось 157 паровозов, эксплуатировавшихся в основных депо (в это количество не входят паровозы, находившиеся в эксплуатации оборотных депо). 4-й, 5-й и 7-й тяговый участок Закавказских железных дорог, проходивших по территории Азербайджана, состояли из следующих направлений:
- 4 — Акстафа—Гянджа—Аджигабул (невключительно)
- 5 — Баку—Аджигабул (включительно)
- 7 — Нахичевань — ст. Арарат в сторону станции Улуханлы (Масис) и в сторону Джульфы.

После вхождения Азербайджана в состав СССР на железные дороги Азербайджанской ССР стали поступать паровозы советской постройки. С 1920-х годов, по 1977 год (год полного окончания эксплуатации паровозов в Азербайджане) здесь эксплуатировались паровозы нижеуказанных серий:
- Э индексов р/у/м, * СО, * Су, * Л, * ЛВ, * 9П

На узкоколейной железной дороге Евлах — Степанакерт эксплуатировались узкоколейные паровозы серии Ьп колеи 900 мм.
Последний паровоз серии СО, использовавшийся в качестве маневрового на подъездных путях станции Баку-Товарная, был снят с эксплуатации в 1978 году.

### Электровозы
Первым электровозом на железных дорогах Азербайджана стал электровоз № 47 немецкого производства. В эксплуатации он находился недолго, и был передан Приднепровской железной дороге. Первым массовым электровозом стал электровоз серии ВЛ22м, поступивший в эксплуатацию в конце 1950-х годов. Он обслуживал как грузовые, так и пассажирские перевозки. В тот период небольшое количество электровозов ВЛ22м лишь незначительно повысило долю электрической тяги в перевозках. Начало массовой эксплуатации электровозов приходится на 1960-е годы, с поступлением на Азербайджанскую железную дорогу электровозов серии ВЛ8. С конца 1980-х годов в эксплуатацию поступили электровозы серии ВЛ23 и ВЛ11 м.
В 2006 году в эксплуатацию принят электровоз серии ВЛ10у, а также новые модификации электровозов ВЛ11м4 — ВЛ11м6. На базе электровозов ВЛ11м также была создана партия односекционных электровозов E4s для вождения пассажирских поездов.
В 2022 году введены в эксплуатацию 37 грузовых электровозов AZ8A и 10 пассажирских электровозов AZ4A  компании Alstom.
На сегодняшний день в эксплуатации находятся электровозы следующих серий: ВЛ8, ВЛ23, ВЛ11м, ВЛ11м4, ВЛ11м6,ВЛ10у, E4s, AZ8A, AZ4A.

### Тепловозы
Первыми тепловозами на железных дорогах Азербайджана, были поступившие в эксплуатацию в середине 50-х гг. тепловозы серии ТЭ1. С конца 50-х годов. на железные дороги Азербайджана поступали в массовом порядке тепловозы серии ТЭ3, маневровые тепловозы ТЭМ1, ТЭМ2 разных модификаций, с начала 80-х. ЧМЭ3 и ЧМЭ3т. С 1989 года, в эксплуатацию поступили тепловозы 2ТЭ10м 3ТЭ10м и 2М62. В середине 60-х годов. на дороге проходил опытную эксплуатацию тепловоз серии ТЭ4.
Ныне на железных дорогах Азербайджана, эксплуатируются тепловозы следующих серий:
Магистральные: *ТЭ3, * 2ТЭ10м, *3ТЭ10м,* 2М62
маневровые:* ТЭМ2 разных модификаций, * ЧМЭ3 и ЧМЭ3т
манёврово-промышленные:* ТГМ1, * ТГМ23,* ТГМ4, * ТГМ6, * ТГК2

### Электропоезда Баку — Сабунчи — Сураханинской электрифицированной железной дороги

Электропоезд на станции Сабунчи 1927 г.

Электропоезда для первой электрифицированной железной дороги в СССР, Баку—Сабунчи—Сураханинской, были построены Мытищинским вагоностроительным заводом в 1926 году. Они были созданы на базе серийно выпускаемых трамваев того же завода.
Первые вагоны поступили на дорогу в апреле 1926 году, для начала провели испытания под напряжением 600 В, а с 13 мая 1926 г. была совершена первая поездка от Баку до Сабунчи, уже под напряжением 1200 В. После завершения испытаний самих вагонов, были проведены мероприятия по обучению персонала дороги. Прицепные вагоны (13 для пассажиров и I почтово-багажный) изготовил Брянский завод, носивший в ту пору название «Красный Профинтерн».
После сдачи дороги в постоянную эксплуатацию, скорость движения на линии возросла в 2,5 раза, средняя скорость составила 28,5 км/ч.
В дальнейшем электрическая моторвагонная тяга была введена между станциями Сабунчи и Сураханы, с апреля 1933 году — между станциями Сабунчи и Забрат, а к 1940 году электропоезда стали ходить до станции Бузовны. В апреле 1940 году, пригородный участок Баку-Сабунчинской железной дороги вновь был передана НКПС СССР и включена в состав Закавказской железной дороги.
Но недостаточный опыт эксплуатации и необработанность ремонтных технологий привели подвижной состав первой электрической железной дороги к значительному износу, потому к 1940 году парк электропоездов стал обновляться, новыми электропоездами серии Сд, старые моторные вагоны с электрическим оборудованием фирмы Элин были исключены из инвентаря.

Электропоезда Баку—Сабунчи—Сураханинской электрифицированной железной дороги
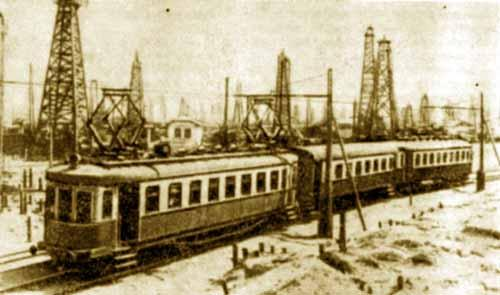
Электропоезд Баку—Сабунчи—Сураханинской электрифицированной железной дороги.
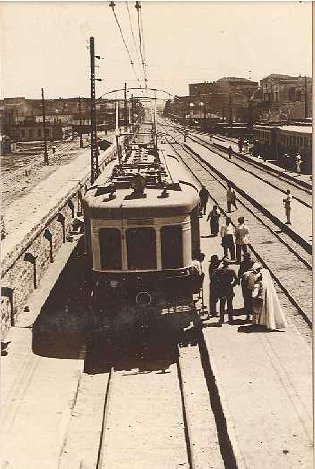
электропоезда на ст. Сабунчи

К 1940 году первые электропоезда Баку—Сабунчи—Сураханинской электрифицированной железной дороги, почти выработали весь свой ресурс, и были заменены новыми электропоездами серии Сд. Начиная с середины 50-х гг. на дорогу стали поступать, модернизированные электросекции Ср, затем Ср3. С 70-х гг. в эксплуатацию был и приняты электропоезда серии ЭР2, с 80-х., модернизированные электропоезда ЭР2.
Основным депо по эксплуатации электропоездов со времени начала электрификации было построенное в 1926 году. моторовагонное депо Беюк-Шор. С 1970 года, оно было объединено в локомотивным депо Баку, и кроме обслуживания и ремонта электропоездов, стало обслуживать пассажирские электровозы. Помимо бакинского пригородного узла, обслуживающего пригороды Баку на Апшеронском полуострове, Сумгаит и окрестные районы движение пригородных электропоездов было налажено в Гяндже, связавшее его с Евлахом, Дашкесаном, Уджарами, Мингечауром, Акстафой, Беюк-Кясиком. Электропоезда эксплуатировались также локомотивными депо в Аджигабуле и Дивичи.

## Маршруты

### Баку — Тбилиси — Ахалкалаки — Карс

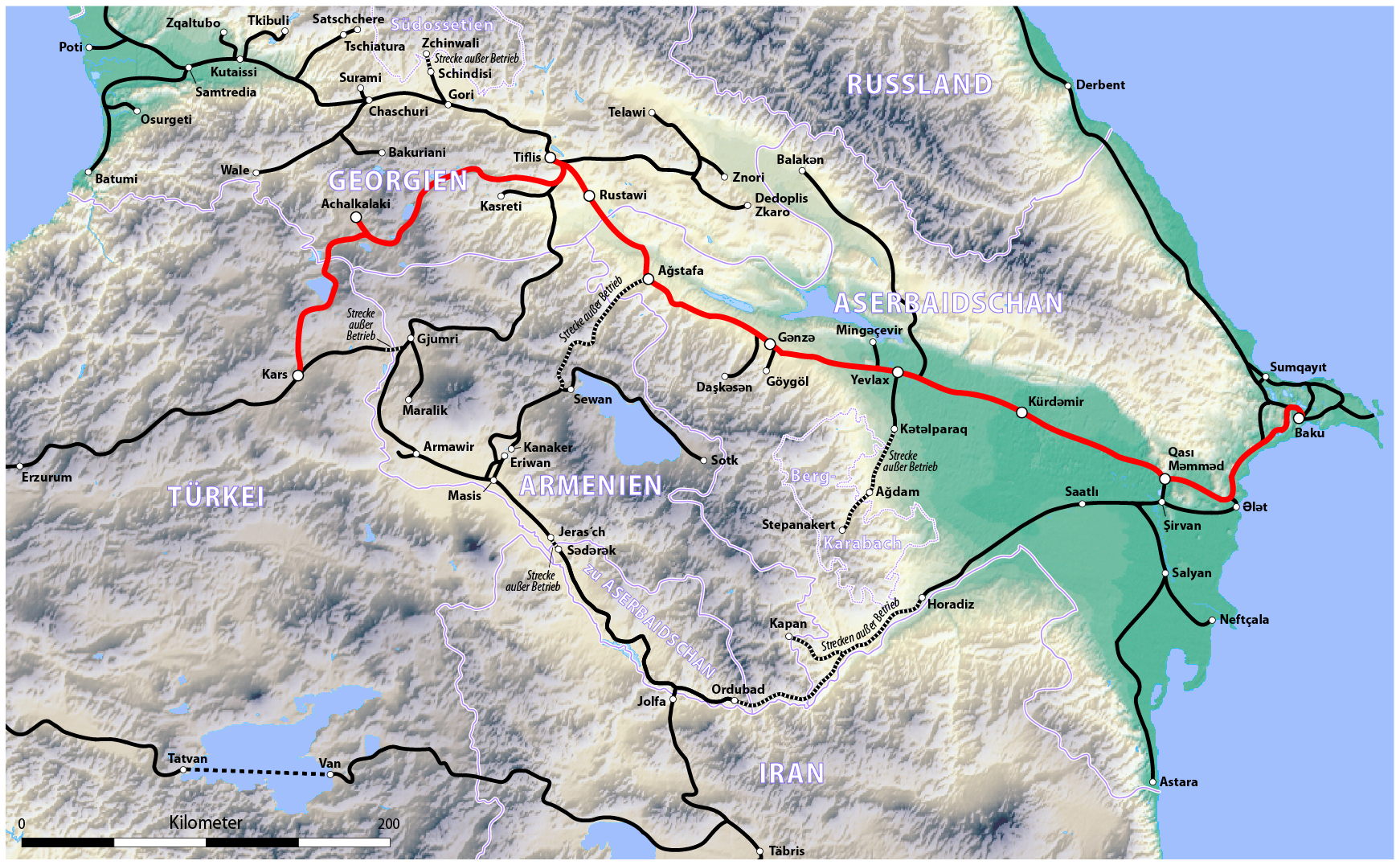
Железная дорога Баку — Тбилиси — Карс

Введена в эксплуатацию 30 октября 2017 года. Вследствие ввода в эксплуатацию соединены железные дороги Азербайджана, Грузии и Турции.
На начальной стадии по дороге планируется перевозить до 10 млн т. грузов, с дальнейшем увеличением грузопотоков до 25 млн т. в ближайшей перспективе. Железная дорога является частью более крупного проекта по соединению железных дорог южного Кавказа с Европой через Турцию. По программе развития железных дорог Турции введён в эксплуатацию подводный железнодорожный тоннель под проливом Босфор в Стамбуле (Мармарай), что обеспечивает прямую связь с общеевропейской сетью железных дорог.

### Абшеронская кольцевая линия
Действует с 18 марта 2020 года.

## Электрификация

### Баку — Сабунчи — Сураханинская электрифицированная железная дорога.
Первая электрифицированная железная дорога в Азербайджане, а также во всем бывшем СССР была построена и открыта 6 июля 1926 года с вводом в строй электрифицированного участка Баку—Сабунчи—Сураханы. Эта линия, соединяющая столицу с нефтепромысловыми поселками Сабунчи и Сураханы, была построена в 1880 году. К 1924 году по ней с интервалом в 1,5 часа двигалось 12 пассажирских поездов на паровой тяге. Изначально участок был электрифицирован под напряжение 1200 В постоянного тока. Позднее он был переведен на напряжение 3000 В.
Баку — Сабунчи — Сураханинская электрическая ветка с момента основания была выведена из состава Закавказской железной дороги и переподчинена Бакинскому Городскому Совету. Только в 1940 году она была вновь возвращена в состав управления железной дороги Баку.

Баку—Сабунчи—Сураханинская электрифицированная железная дорога
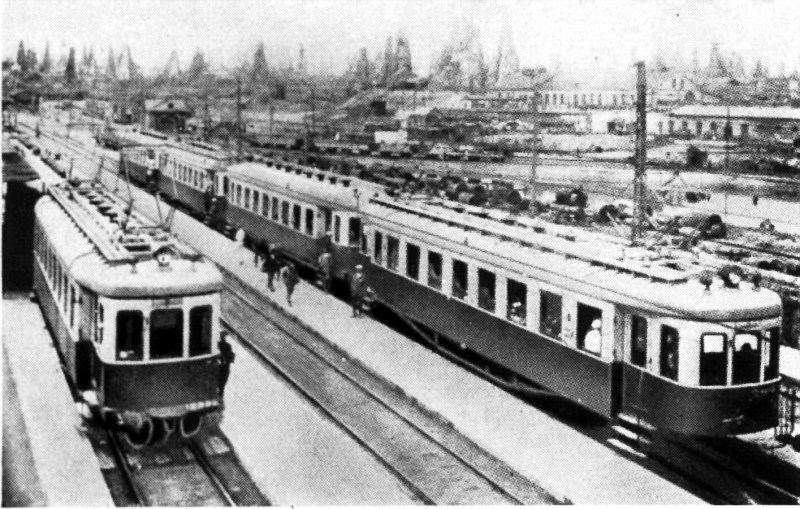
Электропоезд на станции Сабунчи 1926 г.
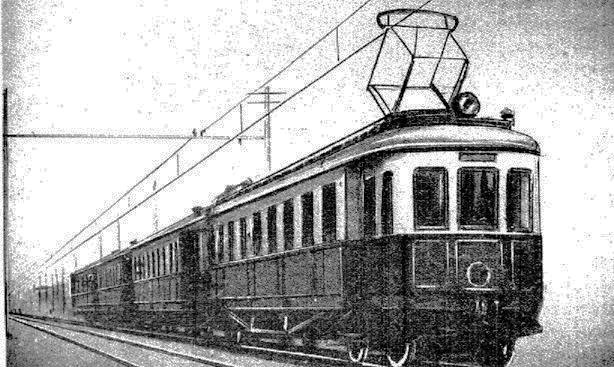
Электропоезд Баку—Сабунчи—Сураханинской жд. 1926 г.
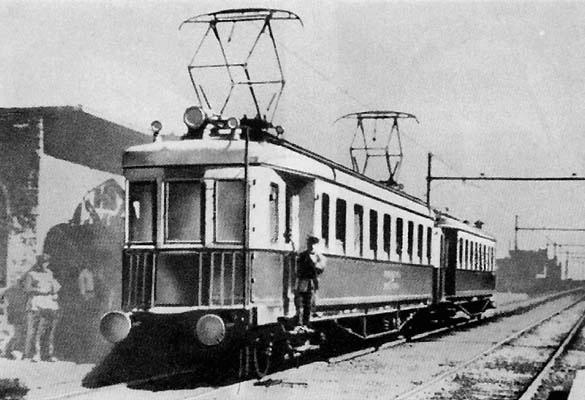
Электропоезд на линии Баку—Сабунчи

### Электрификация общей сети
После электрификации Баку—Сабунчи—Сураханинской железной дороги были электрифицированы все остальные участки Бакинского пригородного железнодорожного узла.
- 1933 год — до станции Забрат
- 1935 год — до станции Маштаги
- 1939 год — до станции Бузовна
- 1949 год — Сураханы—Кала—Бузовна, тем самым создана Апшеронская кольцевая электрифицированная дорога.
- 1959 год — между станциями Баглар и Бильгя.

С 60-х годов началась электрификация магистральных железных дорог.
- 1961 год — между станциями Баладжары и Дуванный.
- 1963 год — Гянджа—Акстафа, Алабашлы—Кушчинский мост, Баладжары—Сумгаит-Главный и далее до ст. Сумгаит-город.
- 1971 год — Аджигабул (Кази-Магомед)—Али-Байрамлы
- 1972 год — Аджигабул (Кази-Магомед)—Евлах—Гянджа.
- 1973 год — Сумгаит—Ялама, Аляты-Главная—Али-Байрамлы, Акстафа—Беюк-Кясик.

К 1979 году с электрификацией участка Дербент—Махачкала Северо—Кавказской железной дороги было открыто прямое сообщение на электротяге между Москвой и Баку.
- 1989 год Джульфа—Шарур.
- 1989 год Ширван—Имишли.

## Узкоколейные железные дороги

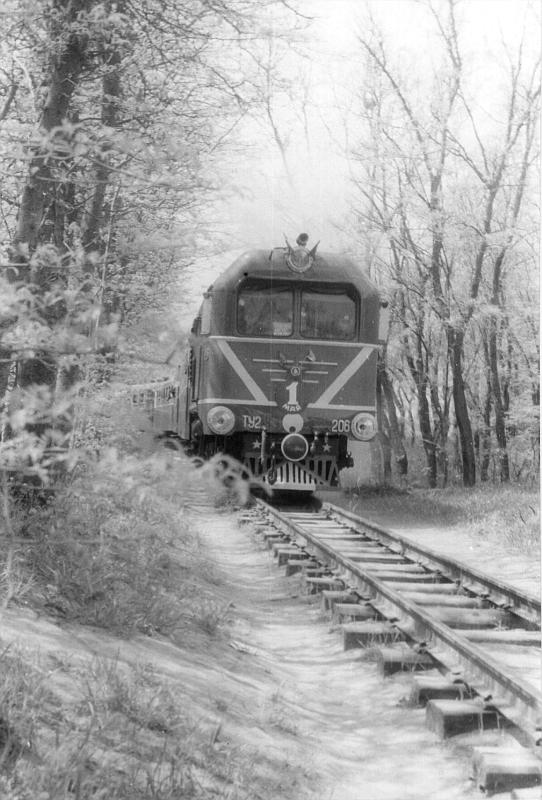
Бакинская ДЖД

Наряду со строительством магистральных железных дорог широкой колеи (1524/1520мм) в Азербайджане для обеспечения транспортных потребностей промышленности и сельского хозяйства велось строительство также и узкоколейных железных дорог, колеи 750, 900 и 1060 мм.
Первой узкоколейной, и первой в общем, железной дорогой в Азербайджане (она открылась на несколько месяцев раньше, Баку—Сабунчи—Сураханинской железной дороги), являлась построенная фирмой «Бр. Сименс» промышленная узкоколейная железная дорога в Кедабеке, соединявшая медные рудники и заводы принадлежавшие фирме «Бр. Сименс».
Со временем были построены следующие узкоколейные железные дороги:
- Промысловая узкоколейная железная дорога Азнефти — 1924 году.
- Узкоколейная железная дорога на п-ов. Пираллахи — 1912 году.
- Нефтепромысловая узкоколейная железная дорога в окрестностях Баку — 1920 годах.
- узкоколейная железная дорога на Нефтяных камнях — 1950 годах.
- Набраньская узкоколейная железная дорога — 1950 годах.
- Хачмаская узкоколейная железная дорога — 1950 годах.
- Макинская военно-полевая узкоколейная железная дорога (колеи 1060 мм) — 1912 году.
- Бакинская Детская Железная Дорога — 1947 году.
- Нахичеванская Детская Железная Дорога — 1978 году.

Единственной магистральной узкоколейной железной дорогой общего пользования (колеи 900 мм), была железная дорога Евлах—Степанакерт, строительство которой началось в 1912 году., была приостановлена с началом Первой мировой войны и завершилась в 1942 г..
Все узкоколейные железные дороги были закрыты, кроме железной дороги Евлах—Степанакерт, перешитой на широкую колею.

## Метрополитен
Бакинский метрополитен открыт 6 ноября 1967 года. Состоит из трёх линий, красной, зелёной и фиолетовой. Общая протяженность метрополитена — 38,3 км. Состоит из 26 станций. Является одним из двух (наряду с городским общественным автотранспортом) важнейших видов городского транспорта Баку, выполняя значительный объём городских пассажироперевозок. Ежегодный объём перевозок — около 180 млн пассажиров.

## Показатели
Максимальный объём грузоперевозок — 100 млн тонн, был достигнут в 1989 году.
На Абшеронской кольцевой линии внедрена система безналичной оплаты проезда.

### 2024
В 2024 году перевезено 8,5 млн пассажиров.
За январь — октябрь 2024 года железнодорожным транспортом перевезено 15,5 млн тонн груза. В сутки в среднем загружалось 386 вагонов, разгружалось 434 вагона. На северное направление доставлялось 18,1 тыс. тонн груза в сутки, западное — 4,2 тыс. тонн, Южное — 0,7 тыс. тонн.

## Проекты развития
Дальнейшие проекты развития железных дорог в Азербайджане направлены на увеличение пропускной способности, повышение средних скоростей, организацию скоростного пассажирского сообщения, увеличение транзитного потенциала и его освоение.
Ниже приведен список наиболее важных проектов в сфере развития железных дорог в Азербайджане.

### Переход на электроснабжение переменным током
В рамках повышения эффективности перевозок, сокращения расходов предусмотрен проект смены напряжения на электрифицированных линиях с постоянного тока (3Кв) на переменный ток промышленной частоты (25Кв). Переход на переменный ток позволит сократить расходы на электроснабжение путём уменьшения числа тяговых подстанций и перейти к использованию новых локомотивов с асинхронными тяговыми двигателями, что позволит повысить мощность и эффективность электрической тяги.
На февраль 2022 года ведутся работы по переводу с постоянного на переменный ток железнодорожной линии Баку—Ялама.

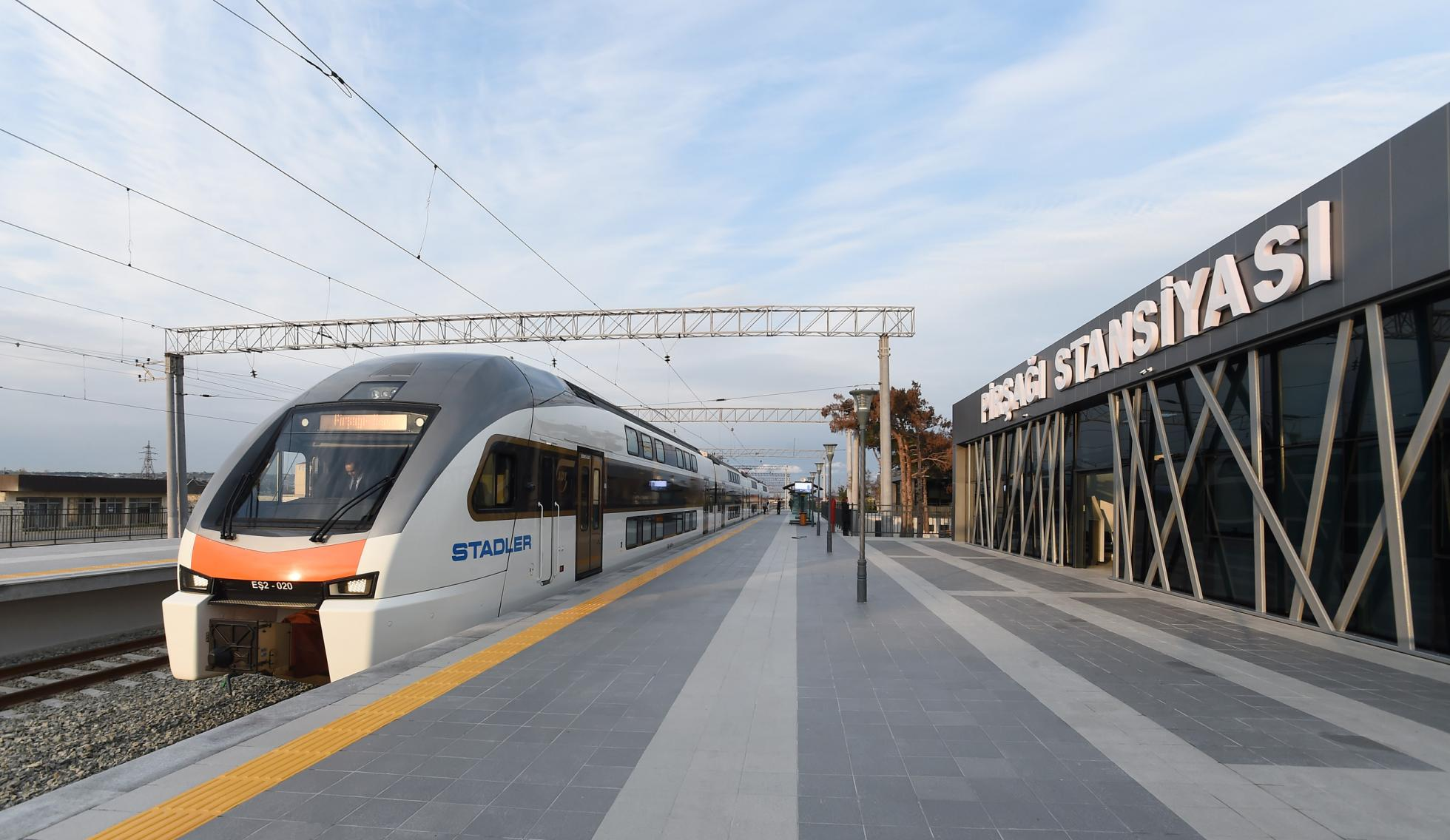
Станция Пиршаги 19 ноября 2019

### Развитие скоростного движения
Проектом предусмотрено создание скоростного движения Баку — Беюк-Кясик (граница с Грузией) с перспективой создания общего скоростного коридора Азербайджан—Грузия—Турция. На основе международного тендера южнокорейские компании провели ТЭО проекта. Они же выиграли тендер на проектирование. Предлагается три вида выполнения проекта: строительство отдельной скоростной линии от Баку до Беюк-Кясика, строительство дополнительных путей на уже существующем участке Баку — Беюк-Кясик, модернизация существующей линии Баку — Беюк-Кясик для скоростного движения. Проект строительства отдельной линии был отвергнут, как чрезмерно дорогостоящий и нерентабельный. В ходе переговоров и консультаций выбор наиболее вероятно падет на третий вариант, предусматривающий модернизацию существующих железных дорог для скоростного движения. Согласно этому проекту изначальная скорость пассажирских поездов на линии будет 120 км/ч, далее — 160 км/ч, и в конечном итоге более 200 км/ч.
По проекту предусматривается дальнейшее развитие скоростного движения с подключением к нему железных дорог Грузии и Турции для создания единого международного скоростного коридора из Кавказа в Европу. В дальнейшей перспективе, с увеличением пассажиропотока намечается также увеличение скорости движения до 300 км/ч, со строительством дополнительных путей.

### ТРАСЕКА (транспортный коридор Европа-Кавказ-Азия)
Проект ТРАСЕКА предназначен для развития новых путей сообщения между Европой и Азией, сокращения времени и расходов при перевозке грузов. Проект предусматривает создание транспортного коридора из Европы в Азию через страны Центральной Азии и Закавказья. В ходе проекта предполагается задействовать маршрут Баку—граница Грузии, длина которого составит 503 километра.

### Карс — Нахичевань
Планируется строительство железной дороги из Карса в Нахичеванскую АР как ответвление Баку —Тбилиси — Карс.

### Север — Юг
В 2000 году между Россией, Индией и Ираном было заключено соглашение о международном транспортном коридоре «Север-Юг». Азербайджан присоединился к этому проекту в 2005 году. Этот транспортный коридор является совокупностью транспортно-информационных магистралей от Индии и Омана посредством моря, затем через Иран, Азербайджан, в Россию и в обратном направлении. По расчётам экспертов, пропускная способность МТК «Север-Юг» составит на первых порах до 10 миллионов тонн грузов в год.
Имеется несколько маршрутов следования грузов с использованием разных видов транспорта, один из них — так называемая «западная ветвь»: направление Российской Государственной границы, далее по территории Азербайджана с выходом в Иран через пограничную станцию Астара. Или от Российской Государственной границы через территории Азербайджана с выходом в Иран через пограничную станцию Джульфа.
На территории Азербайджана проект предполагает строительство пограничного моста Астара (Иран)—Астара (Азербайджан), пограничной станции, 8,5 км путей, а также пункта смены колесных пар и другой инфраструктуры в Азербайджане. На реализацию проектов в Азербайджане необходимо около 21 млн долларов.

## Музей
19 ноября 2019 года на территории Бакинского Сабунчинского вокзала, открытого 6 июля 1926 года, учреждён музей железных дорог Азербайджана. В музее представлены фото-, видеоматериалы, модели железных дорог и поездов, историческая карта Южно-Кавказской (Закавказской) железной дороги.

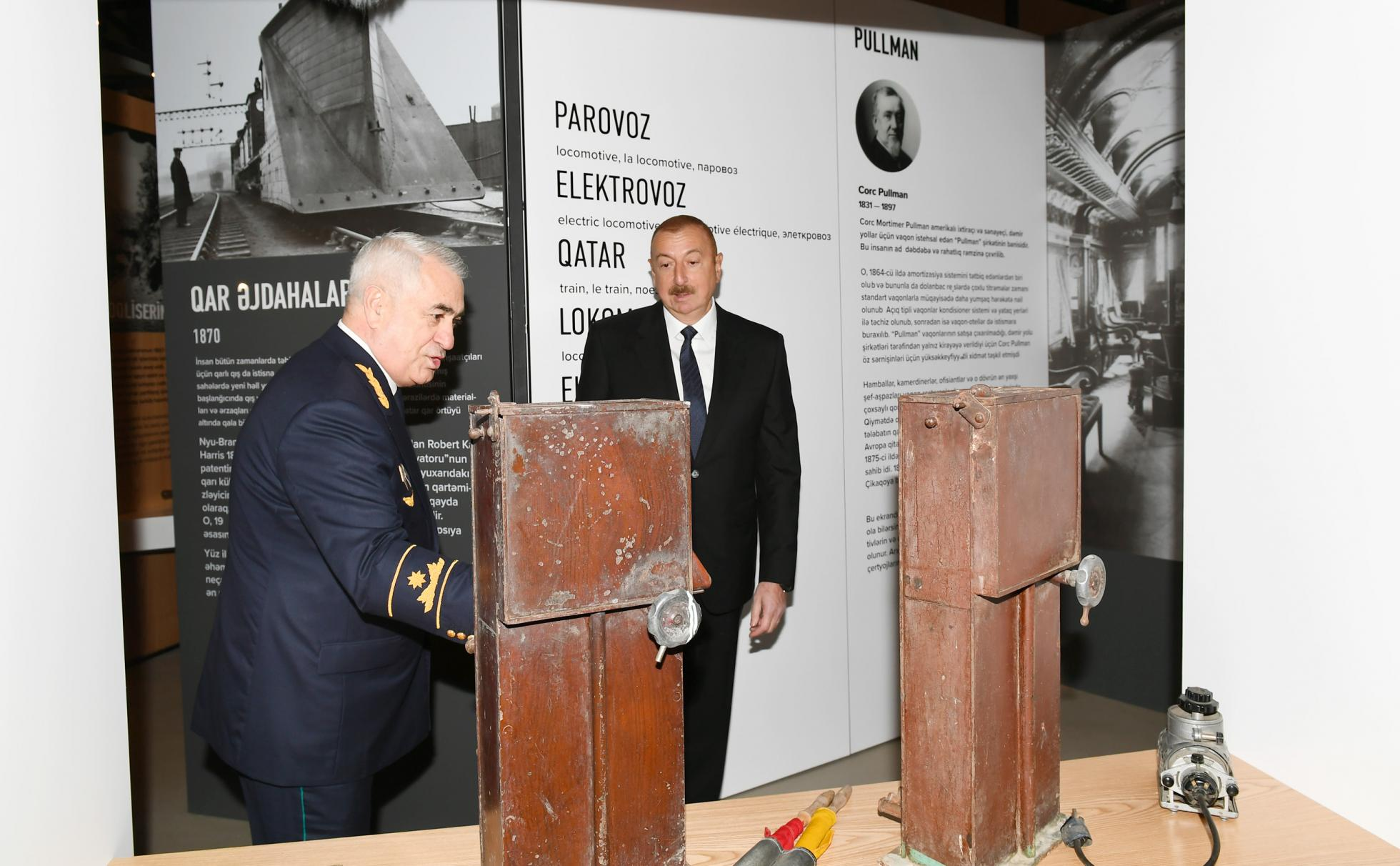
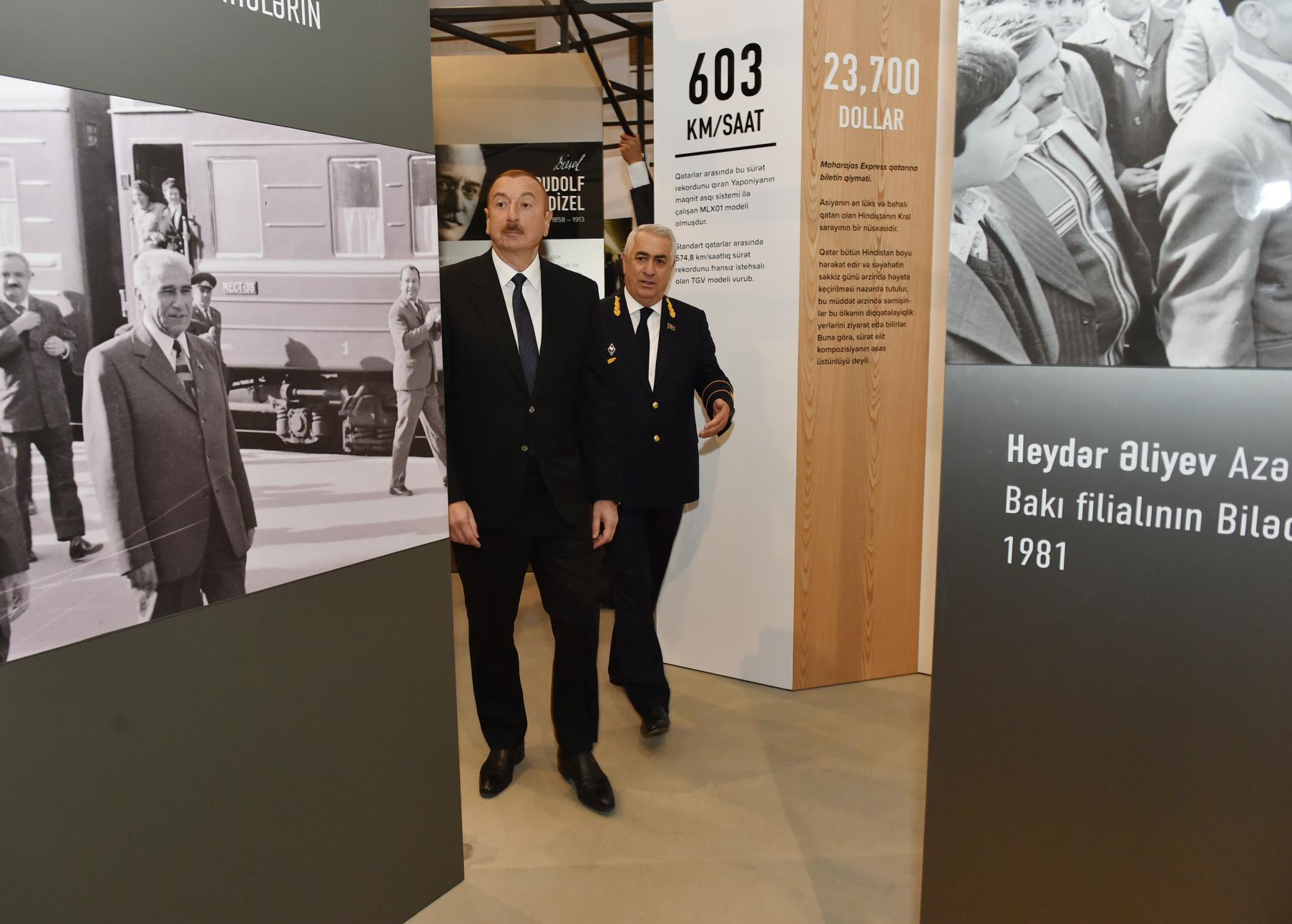
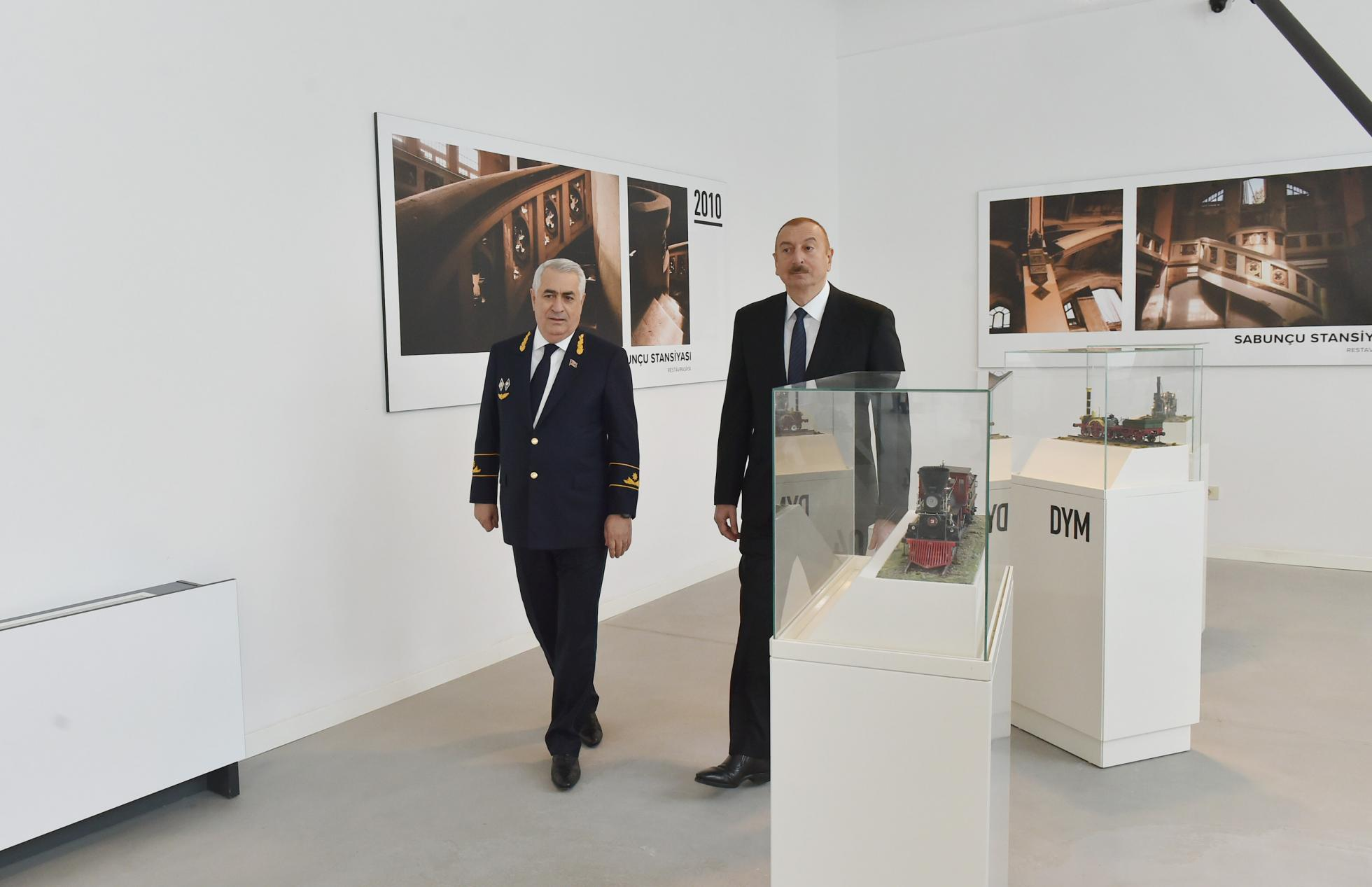